# 電信號
电信号是指：
- 經由感應器將自然參數轉換而成的電信號。
- 使用各式元件設計而成的各種電信號。

一般經由自然參數轉換產生的電信號為類比信號，經由元件設計產生的電信號可為類比信號亦可為數位信號。

## 自然參數轉換電信號
- 聲音感測器將聲音轉換為電信號。例如：麥克風。
- 壓力感測器將壓力轉換為電信號。例如：壓力計。
- 溫度感測器將溫度轉換為電信號。例如：溫度計。
- 濕度感測器將濕度轉換為電信號。例如：濕度計。
- 磁感測器將磁轉換為電信號。例如：電磁轉換。
- 光、微波感應器，傳送接收光、微波為電信號。例如：收音機。
- 光度感測器，將光度轉換為電信號。例如：照相機。

## 元件設計電信號
- 基本元件產生的電信號。
- 離散式電子電路產生的電信號。
- 積體電路產生的電信號。